# UCI WorldTour Feminino de 2023
O UCI WorldTour Feminino 2023 foi a oitava edição do máximo calendário ciclista feminino a nível mundial.
O calendário tem 22 corridas, começando a 15 de janeiro com a disputa do Santos Women's Tour, em Austrália, e finalizando a 18 de outubro com o Tour de Guangxi Feminino na República Popular da China.

## Equipas
Para a temporada de 2023 as equipas UCI Team Feminino são 15:
| Nomeie                       | País                   | Código UCI |
| ---------------------------- | ---------------------- | ---------- |
| Canyon SRAM Racing           | Alemanha               | CSR        |
| EF Education-TIBCO-SVB       | Estados Unidos         | TIB        |
| FDJ-SUEZ                     | França                 | FDT        |
| Fenix-Deceuninck             | Bélgica                | FED        |
| Human Powered Health         | Estados Unidos         | HPW        |
| Israel-Premier Tech Roland   | Suíça                  | CGS        |
| Liv Racing TeqFind           | Países Baixos          | LIV        |
| Movistar Team                | Espanha                | MOV        |
| Team DSM Women               | Países Baixos          | DSM        |
| Team Jayco AlUla             | Austrália              | JAY        |
| Jumbo-Visma                  | Países Baixos          | JVW        |
| Team SD Worx                 | Países Baixos          | SDW        |
| Lidl-Trek                    | Estados Unidos         | TFS        |
| UAE Team ADQ                 | Emirados Árabes Unidos | UAD        |
| Uno-X Pro Cycling Team Women | Noruega                | UXT        |

## Corridas
| UCI WorldTour Feminino de 2023 | UCI WorldTour Feminino de 2023 | UCI WorldTour Feminino de 2023           | UCI WorldTour Feminino de 2023 | UCI WorldTour Feminino de 2023 |
| Data                           | País                           | Corrida                                  | Vencedora                      |                                |
| ------------------------------ | ------------------------------ | ---------------------------------------- | ------------------------------ | ------------------------------ |
| 15 – 17 jan.                   | Austrália                      | Santos Women's Tour                      | Grace Brown                    |                                |
| 28 jan.                        | Austrália                      | Cadel Evans Great Ocean Road Race Women  | Loes Adegeest                  |                                |
| 9 – 12 fev.                    | Emirados Árabes Unidos         | UAE Tour Feminino                        | Elisa Longo Borghini           |                                |
| 25 fev.                        | Bélgica                        | Omloop Het Nieuwsblad feminino           | Lotte Kopecky                  |                                |
| 4 mar.                         | Itália                         | Strade Bianche feminina                  | Demi Vollering                 |                                |
| 11 mar.                        | Países Baixos                  | Tour de Drenthe feminino                 | Lorena Wiebes                  |                                |
| 19 mar.                        | Itália                         | Troféu Alfredo Binda-Comune di Cittiglio | Shirin van Anrooij             |                                |
| 23 mar.                        | Bélgica                        | Clássica Bruges–De Panne feminina        | Pfeiffer Georgi                |                                |
| 26 mar.                        | Bélgica                        | Gante-Wevelgem feminina                  | Marlen Reusser                 |                                |
| 2 abr.                         | Bélgica                        | Tour de Flandres feminino                | Lotte Kopecky                  |                                |
| 8 abr.                         | França                         | Paris-Roubaix feminina                   | Alison Jackson                 |                                |
| 16 abr.                        | Países Baixos                  | Amstel Gold Race feminina                | Demi Vollering                 |                                |
| 19 abr.                        | Bélgica                        | Flecha Valona Feminina                   | Demi Vollering                 |                                |
| 23 abr.                        | Bélgica                        | Liège-Bastogne-Liège Feminina            | Demi Vollering                 |                                |
| 1 – 7 mai.                     | Espanha                        | Ceratizit Challenge by La Vuelta         | Annemiek van Vleuten           |                                |
| 12 – 14 mai.                   | Espanha                        | Itzulia Women                            | Marlen Reusser                 |                                |
| 18 – 21 mai.                   | Espanha                        | Volta a Burgos Féminas                   | Demi Vollering                 |                                |
| 26 – 28 mai.                   | Reino Unido                    | RideLondon Classique                     | Charlotte Kool                 |                                |
| 6 – 11 jun.                    | Reino Unido                    | The Women's Tour                         | cancelado                      |                                |
| 17 – 20 jun.                   | Suíça                          | Volta à Suíça Feminina                   | Marlen Reusser                 |                                |
| 30 jun. – 9 jul.               | Itália                         | Giro de Itália Feminino                  | Annemiek van Vleuten           |                                |
| 23 – 30 jul.                   | França                         | Grande Boucle                            | Demi Vollering                 |                                |
| 19 ago.                        | Suécia                         | Postnord Vårgårda WestSweden TTT         | cancelado                      |                                |
| 20 ago.                        | Suécia                         | Postnord Vårgårda WestSweden RR          | cancelado                      |                                |
| 23 – 27 ago.                   | Noruega                        | Tour da Escandinávia                     | Annemiek van Vleuten           |                                |
| 2 set.                         | França                         | Grande Prémio feminino de Plouay         | Mischa Bredewold               |                                |
| 5 – 10 set.                    | Países Baixos                  | Holland Ladies Tour                      | Lotte Kopecky                  |                                |
| 15 – 17 set.                   | Suíça                          | Volta à Romandia feminina                | Demi Vollering                 |                                |
| 12 – 14 out.                   | China                          | Tour of Chongming Island                 | Chiara Consonni                |                                |
| 17 out.                        | China                          | Tour de Guangxi Feminino                 | Daria Pikulik                  |                                |

## Barómetro 2023
Todas as corridas outorgam pontos para o UCI World Ranking Feminino, incluindo a todas as corredoras das equipas de categoria UCI Team Feminino.
O barómetro de pontuação é o mesmo para todos as corridas, mas as corridas por etapas (2.wwT), outorgam pontos adicionais pelas vitórias de etapa e por vestir a t-shirt do líder da classificação geral:
| Posição             | 1.ª | 2.ª | 3.ª | 4.ª | 5.ª | 6.ª | 7.ª | 8.ª | 9.ª | 10.ª | 11.ª | 12.ª | 13.ª | 14.ª | 15.ª | 16.ª-20.ª | 21.ª-30.ª | 31.ª-40.ª |
| Classificação geral | 400 | 320 | 260 | 220 | 180 | 140 | 120 | 100 | 80  | 68   | 56   | 48   | 40   | 32   | 28   | 24        | 16        | 8         |
| Por etapa           | 50  | 40  | 30  | 25  | 20  | 18  | 15  | 10  | 8   | 6    |      |      |      |      |      |           |           |           |
| Líder               | 8   |     |     |     |     |     |     |     |     |      |      |      |      |      |      |           |           |           |
| Melhor jovem        | 6   | 4   | 2   |     |     |     |     |     |     |      |      |      |      |      |      |           |           |           |

## Classificações Parciais
Estas são as classificações parciais depois da disputa de XXX:
Nota: ver Barómetros de pontuação

### Classificação individual
| Posição | Corredora             | Equipa             | Pontos |
| ------- | --------------------- | ------------------ | ------ |
| 1.º     | Demi Vollering        | SD Worx            | 6.053  |
| 2.º     | Lotte Kopecky         | SD Worx            | 4.379  |
| 3.º     | Marlen Reusser        | SD Worx            | 3.309  |
| 4.º     | Lorena Wiebes         | SD Worx            | 3.167  |
| 5.º     | Annemiek van Vleuten  | Movistar           | 3.133  |
| 6.º     | Katarzyna Niewiadoma  | Canyon SRAM Racing | 2.333  |
| 7.º     | Cecilie Uttrup Ludwig | FDJ-Suez           | 2.257  |
| 8.º     | Liane Lippert         | Movistar           | 2.143  |
| 9.º     | Pfeiffer Georgi       | Team dsm-firmenich | 2.124  |
| 10.º    | Silvia Persico        | UAE Team ADQ       | 2.119  |

| Posições 11.ª à 20.ª | Posições 11.ª à 20.ª | Posições 11.ª à 20.ª | Posições 11.ª à 20.ª |
| -------------------- | -------------------- | -------------------- | -------------------- |
| 11.º                 |                      |                      |                      |
| 12.º                 |                      |                      |                      |
| 13.º                 |                      |                      |                      |
| 14.º                 |                      |                      |                      |
| 15.º                 |                      |                      |                      |
| 16.º                 |                      |                      |                      |
| 17.º                 |                      |                      |                      |
| 18.º                 |                      |                      |                      |
| 19.º                 |                      |                      |                      |
| 20.º                 |                      |                      |                      |

### Classificação por equipas
Esta classificação calculou-se somando os pontos das corredoras de cada equipa ou seleção em cada corrida. As equipas com o mesmo número de pontos classificaram-se de acordo a seu corredora melhor classificada.
| Posição | País                                | Pontos |
| ------- | ----------------------------------- | ------ |
| 1.º     | SD Worx                             | 19.598 |
| 2.º     | Lidl-Trek                           | 9.194  |
| 3.º     | Canyon SRAM Racing                  | 9.182  |
| 4.º     | Emirados Árabes Unidos UAE Team ADQ | 8.961  |
| 5.º     | FDJ-SUEZ                            | 8.266  |

### Classificação sub-23
| Posição | Corredora | Equipa | Pontos |
| ------- | --------- | ------ | ------ |
| 1.º     |           |        |        |
| 2.º     |           |        |        |
| 3.º     |           |        |        |
| 4.º     |           |        |        |
| 5.º     |           |        |        |

## Evolução das classificações
| Corrida (Vencedora)                                           | Classificação individual | Classificação por equipas | Classificação sub-23 |
| ------------------------------------------------------------- | ------------------------ | ------------------------- | -------------------- |
| Santos Women's Tour (Grace Brown)                             | Grace Brown              | FDJ-SUEZ                  | Henrietta Christie   |
| Cadel Evans Great Ocean Road Race Women (Loes Adegeest)       | Amanda Spratt            | FDJ-SUEZ                  | Henrietta Christie   |
| UAE Tour feminino (Elisa Longo Borghini)                      | Amanda Spratt            | Trek-Segafredo            | Henrietta Christie   |
| Omloop Het Nieuwsblad feminino (Lotte Kopecky)                | Amanda Spratt            | Trek-Segafredo            | Henrietta Christie   |
| Strade Bianche feminina (Demi Vollering)                      | Amanda Spratt            | SD Worx                   | Henrietta Christie   |
| Tour de Drenthe feminino (Lorena Wiebes)                      | Lorena Wiebes            | SD Worx                   | Maike van der Duin   |
| Troféu Alfredo Binda-Comune di Cittiglio (Shirin van Anrooij) | Lorena Wiebes            | Trek-Segafredo            | Maike van der Duin   |
| Clássica Bruges–De Panne feminina (Pfeiffer Georgi)           | Lorena Wiebes            | Trek-Segafredo            | Maike van der Duin   |
| Gante-Wevelgem feminina (Marlen Reusser)                      | Lorena Wiebes            | SD Worx                   | Maike van der Duin   |
| Tour de Flandres feminino (Lotte Kopecky)                     | Lorena Wiebes            | SD Worx                   | Maike van der Duin   |
| Paris-Roubaix feminina (Alison Jackson)                       | Lotte Kopecky            | SD Worx                   | Maike van der Duin   |
| Amstel Gold Race feminina (Demi Vollering)                    | Lotte Kopecky            | SD Worx                   | Maike van der Duin   |
| Flecha Valona Feminina (Demi Vollering)                       | Lotte Kopecky            | SD Worx                   | Shirin van Anrooij   |
| Liège-Bastogne-Liège Feminina (Demi Vollering)                | Demi Vollering           | SD Worx                   | Shirin van Anrooij   |
| Volta a Espanha feminina (Annemiek van Vleuten)               | Demi Vollering           | SD Worx                   | Shirin van Anrooij   |
| Volta ao País Basco Feminina (Marlen Reusser)                 | Demi Vollering           | SD Worx                   | Shirin van Anrooij   |
| Volta a Burgos Féminas (Demi Vollering)                       | Demi Vollering           | SD Worx                   | Shirin van Anrooij   |
| RideLondon Classique (Charlotte Kool)                         | Demi Vollering           | SD Worx                   | Shirin van Anrooij   |
| Volta à Suíça Feminina (Marlen Reusser)                       | Demi Vollering           | SD Worx                   | Shirin van Anrooij   |
| Giro d'Italia Feminino (Annemiek van Vleuten)                 | Demi Vollering           | SD Worx                   | Shirin van Anrooij   |
| Tour de France Feminino (Demi Vollering)                      | Demi Vollering           | SD Worx                   | Shirin van Anrooij   |
| Final                                                         | Demi Vollering           | SD Worx                   | Shirin van Anrooij   |